# Cantón de Seiches-sur-le-Loir
El cantón de Seiches-sur-Le-Loir era una división administrativa francesa, que estaba situada en el departamento de Maine y Loira y la región de Países del Loira.

## Composición
El cantón estaba formado por trece comunas:
- Bauné
- Beauvau
- Chaumont-d'Anjou
- Cornillé-les-Caves
- Corzé
- Fontaine-Milon
- Jarzé
- La Chapelle-Saint-Laud
- Lézigné
- Lué-en-Baugeois
- Seiches-sur-le-Loir
- Marcé
- Sermaise

## Supresión del cantón de Seiches-sur-Le-Loir
En aplicación del Decreto n.º 2014-259 de 26 de febrero de 2014, el cantón de Seiches-sur-Le-Loir fue suprimido el 22 de marzo de 2015 y sus 10 comunas pasaron a formar parte; once del nuevo cantón de Angers-6, una del nuevo cantón de Angers-7 y una del nuevo cantón de Beaufort-en-Vallée.